# Vlad Țepeș, Călărași
Vlad Țepeș là một xã thuộc hạt Călărași, România. Dân số thời điểm năm 2002 là 2619 người.